# Оклер, Мишель (скрипачка)
Мише́ль Окле́р (фр. Michèle Auclair; 16 ноября 1924, Париж — 10 июня 2005, там же) — французская скрипачка и музыкальный педагог.

## Биография
Окончила Парижскую консерваторию у Жюля Бушри, позднее занималась под руководством Жака Тибо и Бориса Каменского, скрипача-эмигранта, учившегося ещё у Леопольда Ауэра; благодаря этому Оклер любила повторять, что принадлежит не только к франко-бельгийской, но и к русской скрипичной школе.
В 1943 г. Оклер победила в скрипичной номинации первого Конкурса Лонг и Тибо, в 1945 г. выиграла международный конкурс в Женеве. Эти две победы открыли Оклер перспективы международных гастролей, и она успешно концертировала и записывалась вплоть до середины 1960-х гг., когда травма руки вынудила её перейти целиком и полностью к преподавательской деятельности. Известно, что двумя вершинами скрипичного репертуара Оклер считала концерт Альбана Берга и сонату для скрипки соло Бартока, резко выступая против стремления к виртуозности любой ценой и не скрывая своей нелюбви к Паганини. В репертуар Оклер входил широкий круг произведений Баха, Шуберта, Дебюсси, Равеля, Прокофьева и других, а во время московских гастролей с Оркестром Московской филармонии под управлением Кирилла Кондрашина Оклер играла скрипичный концерт Чайковского, демонстрируя своё знакомство с русской традицией его интерпретации.
В 1969—1990 гг. Оклер была профессором скрипки в Парижской консерватории, преподавала также в Консерватории Новой Англии и в Японии. Среди её учеников были Филипп Аиш, Лоран Корсья, Анник Руссен и др.